# Valhalla (datorspel)
Valhalla är ett äventyrsspel utgivet av det brittiska företaget Legend 1983. Valhalla utspelar sig bland fornnordiska gudar i Asgård och Midgård och målet med spelet är att finna sex kultföremål.
Spelet har figurer som lever sina egna liv, men även animerad grafik, vilket innebär att man kan se figurerna gå runt på skärmen, vilket på sin tid var banbrytande för genren.
Totalt finns det 36 figurer i spelet och de består av bland annat dvärgar, jättar och gudar. Varje figur rör sig och verkar som en egen personlighet. Figurerna utför handlingar på spelarens kommando eller, om inget sådant ges, på eget initiativ. En figur kan bli vän eller fiende med spelaren och man kan samarbeta eller slåss med den.
Det är omöjligt att dö permanent i spelet. Skulle man bli ihjälslagen eller dö av hunger, vaknar man upp i dödsriket Hel och man kan gå därifrån, dock kan man förlora föremål om man dör.

## Mottagande
Datorhobby ansåg att spelet var närmast att jämföra med ett skådespel, och gav spelet 7 av 10 poäng i betyg. Allt om hemdatorer ansåg att det var ett utmärkt spel, och att det var ett sympatiskt drag att det var omöjligt att dö, men att en nackdel med spelet var att det gick i slow-motion-tempo och gav spelet 4/5 i betyg. Tidningen ZZap! 64 placerade å sin sida spelet på första plats på sin lista över de mest usla bästsäljande spelen.